# Cochon marron

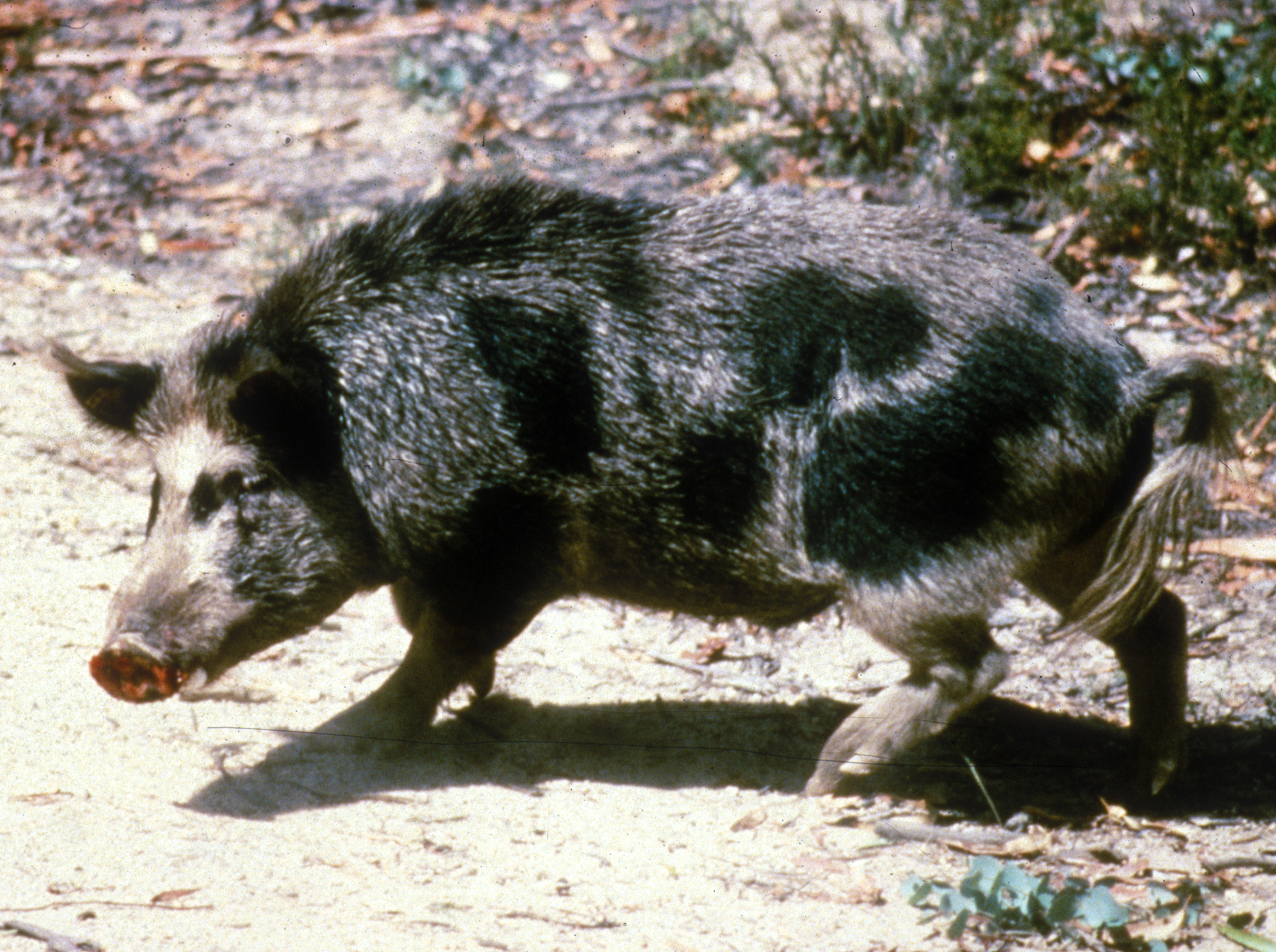
Un cochon marron près de Canberra, en Australie.

Un cochon marron, appelé aussi porc marron, cochon sauvage, cochon (ou porc) féral ou cochon ensauvagé, est un Porc (Sus scrofa domesticus) qui est retourné à l'état sauvage ou semi-sauvage par le phénomène du marronnage. Il ne doit pas être confondu avec le Sanglier d'Eurasie (S. scrofa), qui est l'ancêtre sauvage de tous les porcs.

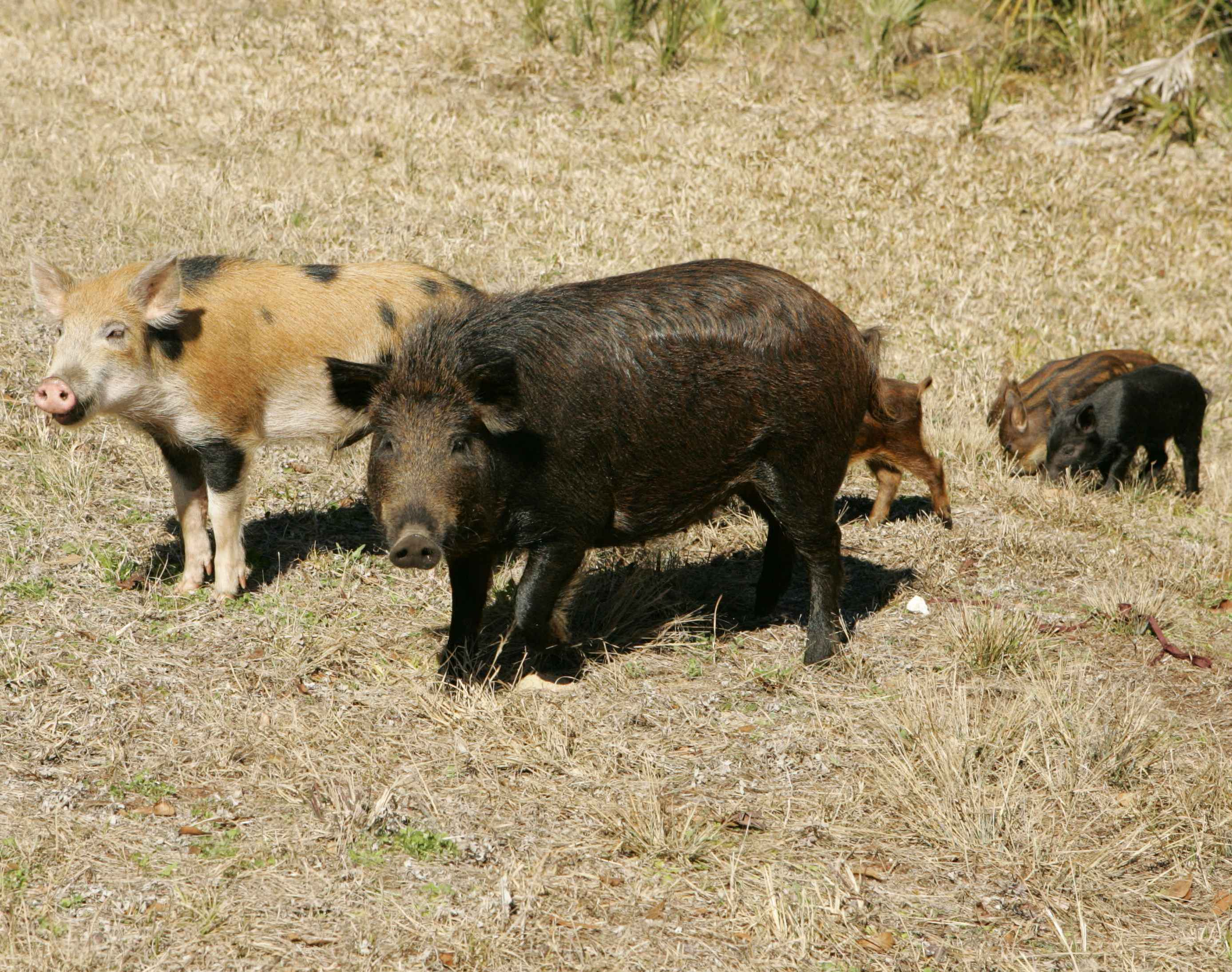
Famille de cochons marrons de coloris variés, aux États-unis.

Le cochon marron peut avoir côtoyé des êtres humains ou bien être né loin d'eux, de sorte que la différence entre lui et un individu domestique proprement dit n'est pas génétique mais uniquement éthologique, c'est-à-dire liée à son mode de vie. Dans certaines régions où le Porc n'est pas une espèce d'origine indigène, les populations marronnes ont proliféré et peuvent poser de graves problèmes environnementaux, devenant même par endroits une espèce envahissante.
Le cochon marron est appelé razorback en Amérique du Nord en raison des grandes défenses de certains verrats (razor signifie « rasoir »). Il s'agit d'un terme familier qui s'utilise aussi bien pour les individus purs comme le porc  ou même le sanglier d'Eurasie, ou pour les individus hybrides comme le sanglochon. Introduit dans le Nouveau Monde aux XVIe et XVIIe siècles par les explorateurs européens, il est devenu un gibier très commun dans le Sud des États-Unis (devenant même un animal nuisible pour les récoltes).

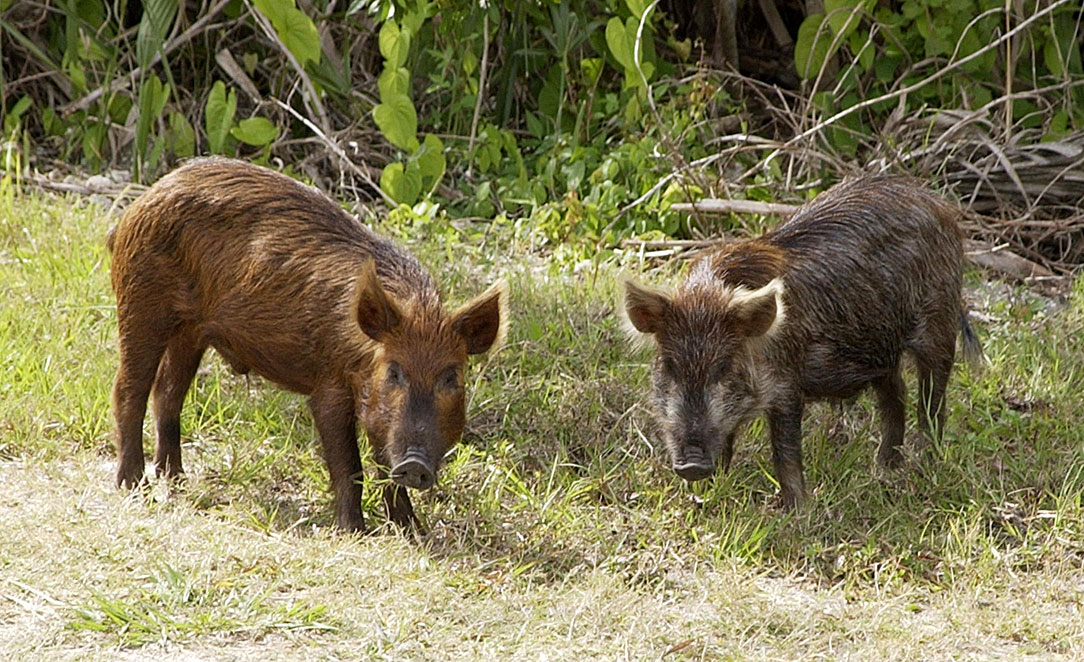
Deux jeunes razorbacks au Launch Complex 39 Press Site, aux États-Unis.